# Eberhard Bronchorst
 (mars 2024).
Everard van Bronkhorst (né le 27 mars 1554 à Deventer, morte le 27 mai 1627 à Leyde) est un juriste néerlandais.

## Biographie
Bronchorst est le fils du mathématicien et professeur néerlandais Johannes Noviomagus van Bronkhorst et Clara de Coster. Il fait ses premières études à l'école latine de sa ville natale de Deventer, où son père est directeur. Après que son père adopte la foi réformée, la famille s'enfuit à Cologne en 1569. Van Bronkhorst effectur ses premières études de droit à l'université de Cologne. Il poursuivit ses études le 16 avril 1577 à l'université de Marbourg, au semestre d'hiver 1577 à l'université d'Erfurt et en octobre 1578 à l'université de Wittenberg. Il suit les cours de Valentin Forster, Nicolas Vigelius et Matthias Wesenbeck.
Il étudie ensuite à l'université de Bâle, où il suit les cours de Samuel Grynäus et de Franz Hottomann et obtient son doctorat en droit le 17 août 1579. Il passe ensuite un an comme maître de conférences à l'université de Wittemberg et, à partir de 1581, deux ans comme professeur à Erfurt. Il retourne ensuite à Deventer en 1583, où il siège au conseil municipal et devient bourgmestre en 1586. Après avoir été livré aux Espagnols en 1587, il doit fuir à Leyde devant les troupes de Ferdinand Alvare de Tolède. Il succède à Hugo Donellus à l'université de Leyde et prononce son discours inaugural de studio juris recte instituendo le 10 juillet 1587.
Son nom attira un grand nombre d'étudiants étrangers à Leyde. En 1597, on tente de le recruter à l'université de Franeker, mais il reste à Leyde, où il soutient la formation de ses étudiants par une multitude de débats scientifiques. Après avoir été plusieurs fois nommé sur la liste des candidats, il reçoit en 1604 la charge honorable de rector magnificus à Leyde. À partir de 1620, il souffre de plus en plus de problèmes de santé et tombe dans le découragement, il ne peut exercer son travail qu'en tant que professeur honoraire. En 1621, il doit cesser complètement ses activités. Il consacre ses dernières années à la littérature et à l'histoire anciennes.
Après sa mort, l'oraison funèbre est prononcée par Petrus Cunaeus. Ses élèves les plus importants sont Cornelius Paulinus Swanenburg et Cornelis Pijnacker.
Ses ouvrages Centuriae duae Ἐναντιοφανῶν et concilationibus earundem le 17 janvier 1614 et Aphorismi politici, primo ex variis scriptobus per Lambertum Danaeum collecti, deinde multis egregiis et memorabilibus exemplis illustrati le 18 septembre 1646 sont mis à l’Index librorum prohibitorum par décret.

## Famille
Everard épouse Adelheid van Middelburg, la fille du bourgmestre de Zwolle, Gerard van Middelburg. Le mariage donne plusieurs enfants. Son fils Gerhard obtient son doctorat en droit et devient avocat. Son fils Johannes est également connu.